# Norwood Young America
Norwood Young America – miasto w Stanach Zjednoczonych, w stanie Minnesota, w hrabstwie Carver.